# 胜利街道 (呼伦贝尔市)
胜利街道，是中华人民共和国内蒙古自治区呼伦贝尔市海拉尔区下辖的一个乡镇级行政单位。

## 行政区划
胜利街道下辖以下地区：
秀水社区、新春社区、华联社区、广场社区、爱民社区、园丁社区、阳光社区和东升社区。